# NGC 3667
NGC 3667 ist eine Spiralgalaxie vom Hubble-Typ Sab im Sternbild Becher am Südsternhimmel. Sie ist schätzungsweise 232 Millionen Lichtjahre von der Milchstraße entfernt.
Das Objekt wurde am 27. März 1786 vom deutsch-britischen Astronomen Wilhelm Herschel entdeckt.